# Europa latina
     lingua ufficiale
     lingua co-ufficiale
     lingua parlata, ma non ufficiale

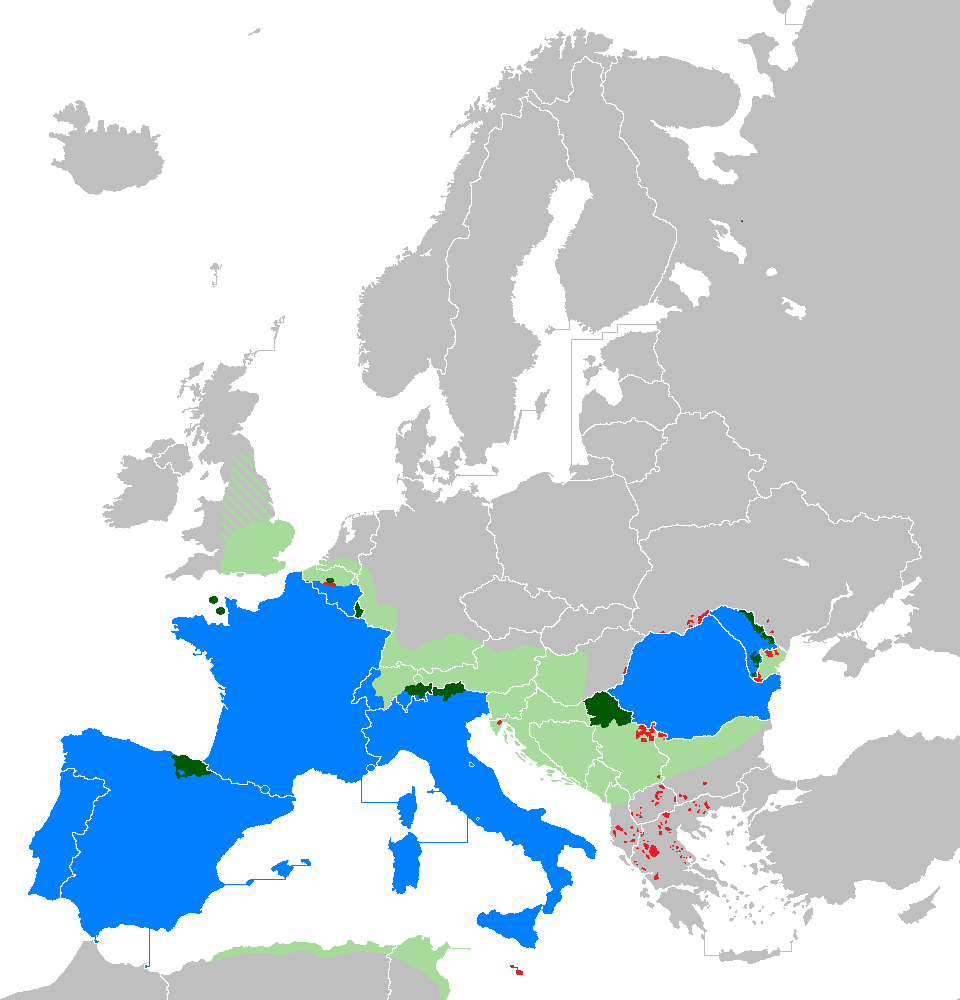
Status delle lingue romanze in Europa:
lingua ufficiale
lingua co-ufficiale
lingua parlata, ma non ufficiale

Il termine Europa latina, anche detto Romània in filologia romanza, designa il territorio di diffusione delle lingue romanze, sia nella sua estensione storica che in quella attuale; il termine indica anche l'insieme delle lingue stesse. Nel corso dei secoli l'influenza del latino e delle lingue romanze ha dato luogo alla nascita di altre lingue, le conquiste territoriali delle popolazioni di lingua romanza (detta anche "lingua neolatina") hanno ampliato l'area di diffusione di alcune lingue, mentre altre sono scomparse; è quindi mutata la consistenza della Romània (sia in senso geografico che linguistico) ed è pertanto possibile definire diversi «stadi» nella cosiddetta Romània, normalmente se ne individuano tre: Romania continua (ovvero Romània storica), Romania submersa e Romania nova.

## Le origini del mondoromanzo
Il nucleo originario del mondo romanzo è l'antico Lazio (Latium Vetus in latino), dove nel primo millennio a.C. risiedeva la popolazione dei latini, che parlava appunto il latino, una lingua di ceppo indoeuropeo. In questo territorio fu fondata fra il nono e l'ottavo secolo a.C. la città di Roma. A quell'epoca il latino era quindi solo la lingua locale degli abitanti del Lazio, al cui esterno si parlavano altre lingue italiche. Intorno al 350 a.C. i Romani iniziarono a espandersi anche fuori città, esportando, per così dire, anche la lingua latina. Intorno al 272 a.C., dopo che già Roma aveva riunito sotto il suo dominio tutti i latini, si può dire che tutta la penisola italica a sud del Rubicone era divenuta romana.
Nei secoli successivi i Romani conquistarono una provincia dopo l'altra finché nel 107 d.C. l'imperatore Traiano conquistò la Dacia (attuale Romania); l'Impero conobbe così la sua massima espansione: si estendeva dalla Hispania all'Armenia (da ovest verso est), e dalla Britannia e Germania fino all'Africa e all'Ægyptus (da nord verso sud). In tali province il latino soppiantò sempre più le lingue parlate prima dell'arrivo dei Romani, più per il suo prestigio che per loro esplicita imposizione.

La linea Jireček

Inoltre nella parte orientale dell'impero, tuttavia, il latino non si impose sul greco.
Del resto dagli studi condotti si è potuta individuare la cosiddetta linea Jireček che separa l'occidente di lingua latina dall'oriente di lingua greca. Tale linea ideale parte dalla città di Alessio (Albania), attraversa Skopje, a Sofia devia verso est in linea retta e, a pochi chilometri dal Mar Nero, svolta verso nord per arrivare alla foce del Danubio (o secondo alcuni presso Varna).
Nelle regioni balcaniche a sud di tale linea (come pure in tutte le province dell'Asia e in parte dell'Africa e del Sud Italia) la lingua dominante era il greco e non si attuò mai una profonda romanizzazione linguistica.
Comunque va precisato che a sud di questa linea attualmente vi sono popolazioni neolatine dette Aromuni (Meglenoromani, Cutzovalacchi (Βλαχοι), Moscopolitani, Saracaceni, Aromuni e Morlacchi), in particolare concentrate nei monti del Pindo della Grecia. Si presume che queste popolazioni siano migrate da nord sospinte dall'invasione degli slavi.

## La Romania continua o storica

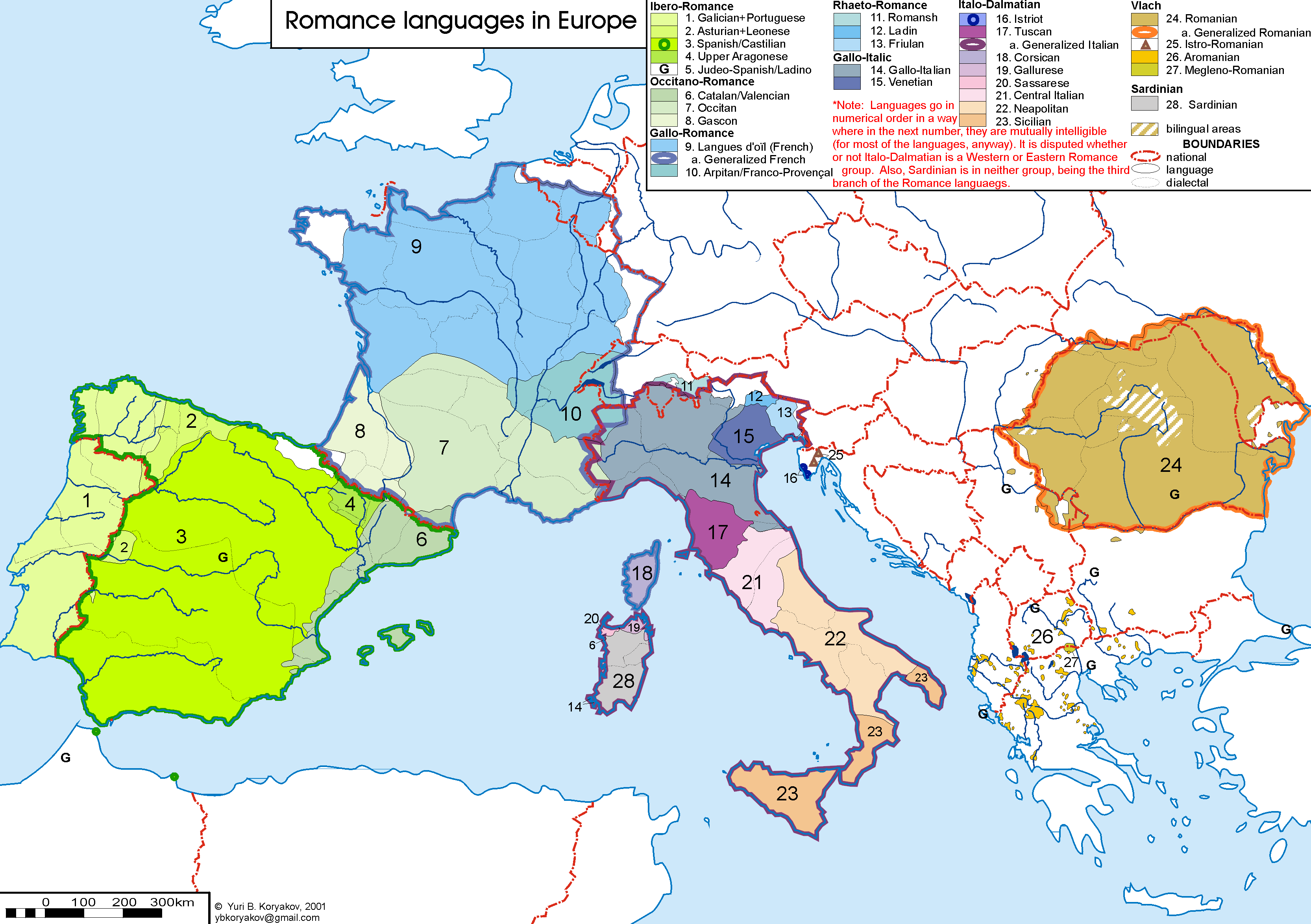
La «Romania continua»

Con il termine latino Romania continua si indica l'area delle province romane che subirono una latinizzazione linguistica e in cui ancora oggi si parlano lingue romanze. In tale area, localizzata nell'Europa occidentale, meridionale e sudorientale, si individuano circa una dozzina di lingue romanze, la cui distribuzione geografica nell'ambito della Romania continua può essere raggruppata in 5 macro-famiglie o macro-gruppi semplificati. 
Si riporta qui di seguito la ripartizione delle lingue romanze.
Gruppo balcanoromanzo che comprende:
- il romeno, lingua parlata nelle repubbliche di Romania e di Moldavia (qui è anche chiamata "lingua moldava", al tempo dell'Unione Sovietica si scriveva in alfabeto cirillico). Tuttavia la varietà normalmente individuata con tale nome è il dacorumeno, quello cioè parlato nell'area che costituiva la provincia romana della Dacia, ma ne esistono altre, che insieme al dacorumeno formano il gruppo linguistico rumeno: arumeno (o macedorumeno) parlato in alcune zone della Grecia centrale e settentrionale, dell'Albania meridionale e della Macedonia del Nord; meglenorumeno parlato nell'area orientale del confine greco-macedone; istrorumeno parlato in zone dell'Istria. Di queste le ultime due sono in via di estinzione.
- il dalmatico o dalmata, parlata un tempo lungo le coste della Dalmazia, dal golfo del Quarnaro ad Antivari.

Gruppo italo-romanzo che comprende:
- l'italiano, parlato principalmente in Italia (Repubblica di San Marino e Città del Vaticano incluse), ma anche in Svizzera (nel Canton Ticino e, accanto al tedesco e al romancio, nei Grigioni) e in Francia (nella collettività francese della Corsica, sebbene la lingua ufficiale sia l'idioma nazionale, è riconosciuto come lingua regionale anche il corso che, per alcuni studiosi, è una variante regionale dell'italiano[3]).
- Il napoletano, riconosciuto da Ethnologue come napoletano-calabrese, è parlato in talune regioni dell'Italia meridionale ad esclusione della penisola salentina e della Calabria Ulteriore. La lingua napoletana non gode di alcun riconoscimento ufficiale, nonostante un numero di parlanti, secondo Ethnologue, di oltre 11 milioni di persone.
- Il siciliano è la lingua parlata principalmente in Sicilia, nella Calabria Ulteriore e nel Salento (che ne costituiscono le principali varianti), oltreché da numerose comunità di emigrati in Europa Settentrionale e nel continente americano; sono stimati circa 10 milioni di parlanti in tutto il mondo. È riconosciuta come tale numerose organizzazioni linguistiche internazionali, tra le più importanti Ethnologue, nonché dall'UNESCO che l'ha inserita nella lista delle lingue in pericolo, ma non dallo Stato italiano.

Gruppo galloiberico che comprende:
- Il galloitalico, un sottogruppo, sovente ascritto alle varietà galloromanze, che racchiude le lingue che secondo l'UNESCO sono definite come lombardo, piemontese, ligure, emiliano e romagnolo. Nessuna delle lingue di questa famiglia gode di riconoscimento ufficiale in nessuno dei territori in cui è parlata, sebbene nel Principato di Monaco sia riconosciuta una varietà della lingua ligure. Ethnologue negli scorsi anni ha stimato un numero di parlanti che va da circa 500 000 per la lingua ligure fino agli oltre 3 900 000 per la lingua lombarda.
- Il veneto è spesso associato al gruppo galloitalico. La lingua veneta non gode di alcuno stato ufficiale, sebbene Ethnologue ne stimi un numero di parlanti di oltre 6 milioni e nonostante la sua varietà brasiliana, comunemente denominata talian, goda di riconoscimento e tutela nelle regioni di Santa Catarina e Rio Grande do Sul.
- Gruppo retoromanzo (romanzo alpino); come per il galloitalico, spesso lo si annovera nel sottogruppo galloromanzo. Nel retoromanzo vi s'individua la lingua romanza parlata nel cantone svizzero dei Grigioni (insieme all'italiano), il cui nome più preciso sarebbe romancio grigionese (Rumantsch Grischun). In termini strettamente linguistici retoromanzo è un iperonimo che include tre lingue romanze: romancio grigionese, ladino e friulano, incluso dal Pellegrini nell'italo-romanzo. Queste lingue, in ogni caso, deriverebbero da un idioma comune che si andò differenziando quando nella loro area di diffusione si inserirono zone di lingua tedesca (tra il romancio e il ladino delle valli dolomitiche altoatesine) e di lingua italiana (tra il ladino e il friulano), dando luogo all'attuale diversificazione.
- Gruppo galloromanzo che comprende:
  - Il francese, parlato prevalentemente in Francia, ma anche nelle province vallone del Belgio (Hainaut, Namur, Liegi, Lussemburgo e il Brabante), nei cantoni francofoni della Svizzera (Ginevra, Giura, Neuchâtel, Vaud) e in quelli bilingui franco-tedeschi (Berna, Friburgo, Vallese), nonché in Italia (Valle d'Aosta). Il francese è parlato anche nel Granducato del Lussemburgo, dove è lingua ufficiale accanto al tedesco e al lussemburghese, (ma non è appreso come lingua nativa). Nelle isole britanniche del Canale (Jersey, Guernsey, Alderney, Sark), è ormai pressoché scomparso.
  - L'occitano[4] (o lingua d'oc), che si sviluppò dal latino nelle regioni della Francia meridionale, a sud della mezzaluna, vale a dire di quell'arco che inizia dalla foce della Garonna, include le Cevenne, e a sud di Lione incrocia il Rodano per arrivare al confine italiano ad est di Grenoble.
  - Il francoprovenzale, parlato in quel territorio che forma una sorta di cuneo al confine orientale di passaggio dal francese all'occitanico, tale lingua condivide alcuni tratti con ambedue le lingue confinanti; oltre al territorio francese, questo include anche i basiletti[5] romanzi della Svizzera francese e della Valle d'Aosta, nonché dell'alta Val Maggiore (un'isola linguistica in Puglia)
- Gruppo ibero-romanzo che comprende:
  - il catalano è parlato su entrambi i versanti dei Pirenei, in Francia nella regione storica del Roussillon (attuale distretto dei Pirenei orientali) e in Spagna nelle Catalogna, Valencia e le Isole Baleari dove gode dello status di lingua co ufficiale. In Andorra è lingua ufficiale; in Italia è parlato ad Alghero, dove è testimonianza della dominazione aragonese in Sardegna.
  - il castigliano (o spagnolo), lingua originaria della Castiglia, diffusasi poi da nord verso sud in tutto il territorio spagnolo durante la Reconquista[6], guadagnando terreno a scapito dei dialetti aragonese e asturiano.
  - il portoghese, parlato esclusivamente nell'area del Portogallo (una delle pochissime nazioni europee in cui si parli una sola lingua). In prospettiva storica questa lingua coincide con il galiziano.
  - Il galiziano è la lingua parlata nella regione spagnola della Galizia, questa lingua ha molti elementi comuni con il portoghese, (le due sono “evoluzioni” distinte della stessa lingua). Probabilmente insieme all'italiano è la più antica delle lingue romanze; in passato ebbe perfino lo status di lingua ufficiale in Spagna, ma poi retrocesse a lingua regionale con la diffusione del castigliano durante la Reconquista.
  - Il leonese, parlata nel Regno di León e nel distretto portoghese di Bragança ha un incerto futuro, perché, anche se riconosciuta, non è ufficiale. Si insegna in sedici scuole a León città.

Gruppo romanzo insulare che comprende:
- il sardo, ovvero la lingua romanza insulare per eccellenza[7], è parlato nella regione italiana della Sardegna; caratterizzata da una spiccata fisionomia, la lingua è costituita da un continuum dialettale interno più o meno distinto, tuttavia nel 2001 si è giunti a una prima definizione della Limba Sarda Unificada ("lingua sarda unificata"); il 18 aprile 2006 è stata riconosciuta la Limba Sarda Comuna ("lingua sarda comune") come codice amministrativo per le comunicazioni ufficiali della Regione Sardegna.

## La Romania submersa

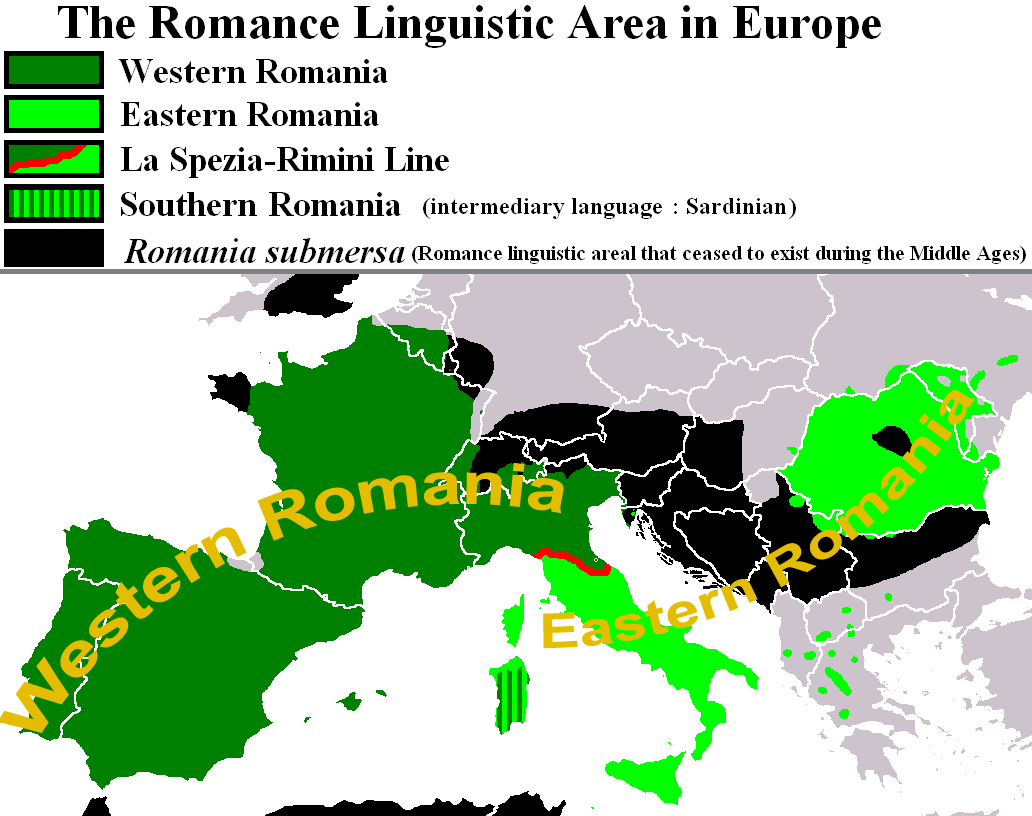
Mappa dove in nero viene evidenziata la "Romania submersa", ossia le regioni dell'Impero romano dove il neolatino è scomparso.

Il concetto di Romania submersa (in italiano Romània sommersa, o perduta) è complesso e articolato; possiamo semplificarlo affermando che essa include quei territori dell'Impero Romano in cui il processo di latinizzazione non fu tale da originare delle lingue romanze, nello stesso modo include quei territori in cui queste si svilupparono, ma in seguito furono soppiantate da altre lingue.
Al primo gruppo appartengono ad esempio l'Africa settentrionale, le Isole Britanniche e la Germania, nelle cui lingue si hanno numerose parole di origine latina, alcune non conservate neppure nelle lingue romanze, come ad esempio CATILLUS ‘pentola’ > ing. kettle, CAUPO ‘taverniere’ > a.a.ted. Kaufmann ‘commerciante’ > ted. kaufen ‘comprare’.
Al secondo gruppo appartengono invece quelle lingue quali la Lingua romanza della Mosella, che fino al XIII secolo era diffusa lungo il corso del fiume fra Treviri e Coblenza, il morlacco, che si parlò fino all'invasione ottomana nelle aree montuose di Bosnia e Montenegro, e dal 1891 anche il dalmatico, che fino a tale data (in cui morì l'ultimo parlante nativo) sopravviveva lungo la costa adriatica della Croazia; questa lingua si diffuse da Fiume fino ad Antivari (Montenegro) prevalentemente lungo la costa, ma sotto la pressione popolare delle lingue slave finì per estinguersi, sopravvivendo fino al Quattrocento a Ragusa (Dubrovnik); l'ultimo rifugio della lingua fu l'isola di Veglia.

## La Romania nova
Castigliano
     Francese
     Portoghese
     Italiano
     Rumeno
     Catalano

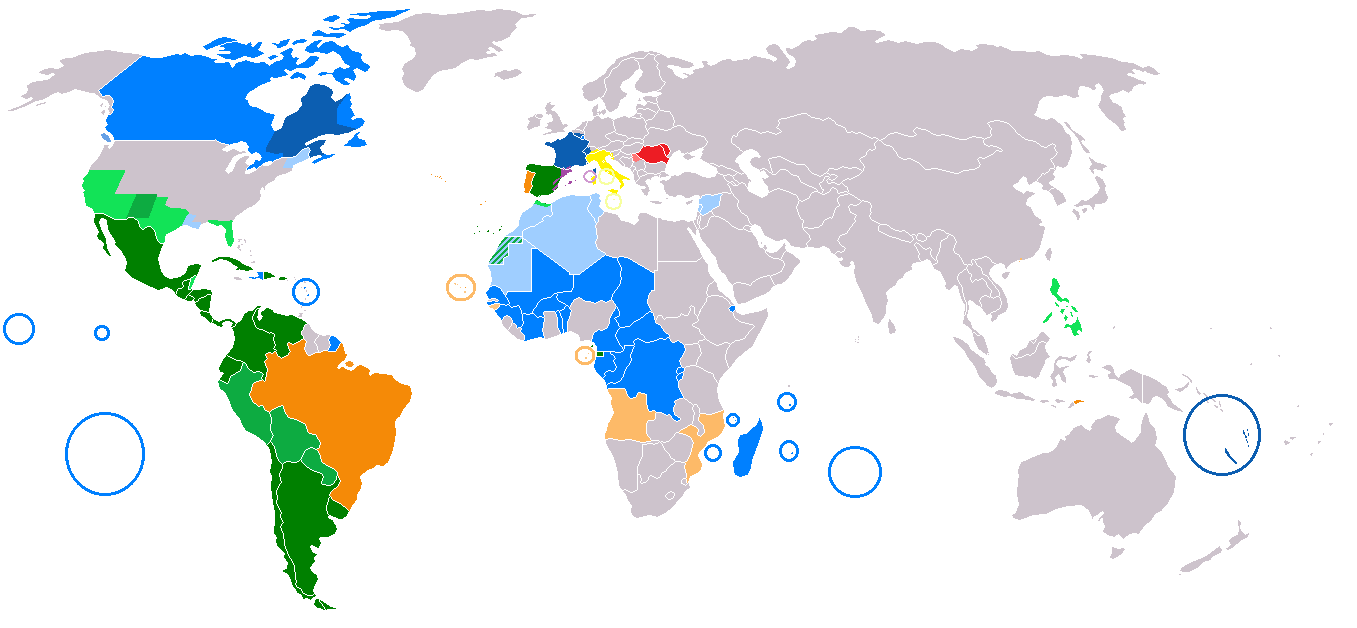
Diffusione mondiale delle principali lingue romanze
Castigliano
Francese
Portoghese
Italiano
Rumeno
Catalano

La Romània però non ha solamente perso dei territori, anzi molto più estesi sono quelli che ha guadagnato con la scoperta e la colonizzazione del Nuovo Mondo ad opera principalmente di spagnoli e portoghesi, e in minor misura anche dei francesi. Con il trattato di Tordesillas (1494) spagnoli e portoghesi si spartirono i territori già occupati e quelli ancora da scoprire. Importante anche la colonizzazione delle regioni africane e asiatiche; l'insieme di tutti questi territori prende il nome di Romania nova (Romània nuova, in italiano).
Oggi si parla portoghese in Brasile, nelle ex-colonie africane di Angola, Guinea-Bissau e Mozambico, inoltre nelle isole di São Tomé e Príncipe, e nelle isole di Capo Verde; anche nelle isole Azzorre, Madera e Porto Santo (appartenenti al Portogallo ma colonizzate solo nella prima metà del 1400).
In tutti gli altri stati del centro e sud America e in Messico si parla invece castigliano, che è peraltro la lingua madre del 10% circa dei nativi degli Stati Uniti. Appartengono alla Romania nova anche le isole Canarie (riscoperte dagli spagnoli verso la fine del XV secolo, ma già note ai Romani come Insulae fortunatae) e gli insediamenti spagnoli di Ceuta e Melilla in territorio marocchino. Nelle Filippine la presenza spagnola terminò alla fine dell'Ottocento, ma ha lasciato tracce negli antroponimi (nomi di persona).
Per quel che riguarda il francese occorre notare che i Dipartimenti d'Oltremare di Martinica e Guadalupa, della Guyana francese e di Réunion appartengono al territorio metropolitano francese; inoltre sono francofoni anche i Territori d'Oltremare: Polinesia francese, Nuova Caledonia, Wallis e Futuna. Fu importante la presenza francese nel Canada, dove attualmente i francofoni non superano il 25% della popolazione, pur costituendo il 90% della popolazione del Québec. In diminuzione la presenza francofona negli stati americani del New England (dovuta alle immigrazioni di canadesi del Sette-Ottocento), e nella Louisiana; le ex colonie africane hanno conservato il francese come lingua ufficiale, di scambio e di comunicazione anche dopo l'indipendenza.

## Contrazioni recenti
Fra le aree in cui le lingue romanze hanno perso terreno o sono scomparse dalla fine del ventesimo secolo si devono ricordare alcuni cantoni svizzeri dove la lingua tedesca ha soppiantato quella romanza come la parte orientale e a sud delle Alpi del Vallese, parti dei Grigioni e Glarona.
Inoltre in Istria e Dalmazia le lingue romanze hanno perso terreno anche dopo il 1945.
Infine va ricordata la scomparsa dopo il 1960 del francese dei Pieds-noirs in Algeria (che erano la maggioranza in città come Orano) e degli spagnoli di Tangeri.